# Бронштэн, Виталий Александрович
Вита́лий Алекса́ндрович Бронштэ́н (9 октября 1918, Москва — 1 февраля 2004, Москва) — советский и российский астроном, популяризатор и историк науки.

## Биография
В. А. Бронштэн родился 9 октября 1918 года в Москве в семье журналиста и актрисы.
В четырнадцатилетнем возрасте увлёкся астрономией и начал работать в Московском обществе любителей астрономии (МОЛА), вскоре преобразованного в Московское отделение Всесоюзного астрономо-геодезического общества (МО ВАГО).
В 1937 году поступил на астрономическое отделение механико-математического факультета МГУ.
Во время Великой Отечественной войны сначала работал в Государственном Союзном геофизическом тресте в Башкирии, в 1942—1943 годах — на обсерватории имени В. П. Энгельгардта близ Казани.
В 1947 году закончил экстерном Московский государственный университет имени М. В. Ломоносова.
Активно занимался педагогической деятельностью: в 1945—1948 годах преподавал в Московском государственном педагогическом институте имени В. И. Ленина, в 1951—1952 годах — в Московском государственном заочном педагогическом институте, в 1955—1956 годах — в Рязанском государственном педагогическом институте. Параллельно в 1952—1957 годах читал лекции в Московском планетарии, где затем с 1957 по 1964 год занимал должность его научного консультанта.
В 1963 году защитил кандидатскую диссертацию «Проблемы движения в атмосфере крупных метеоритных тел».
В 1964—1983 годах — учёный секретарь ВАГО, с 1983 года — член Комитета по метеоритам АН СССР, в 1985 году — старший научный сотрудник Астрономического совета АН СССР.
Скончался 1 февраля 2004 года в Москве. Кремирован. Урна помещена в колумбарий Донского кладбища.

## Научная и общественная деятельность
Научные интересы В. А. Бронштэна были весьма разнообразны. Основные его работы относятся к области физики метеорных явлений, изучения природы серебристых облаков и физики планет.
С 1938 года занимался изучением серебристых облаков. Высказанная им в начале 1950-х годов гипотеза о том, что ядрами конденсации в этих облаках на высотах порядка восьмидесяти километров служат метеорные частицы, впоследствии подтвердилась. Также объяснил сезонный характер их появлений и широтное ограничение. Итог исследований подведён в изданной в 1970 году монографии «Серебристые облака» (совместно с Н. И. Гришиным).
В 1956 году на Шемахинской обсерватории выполнил наблюдения процесса таяния южной полярной шапки Марса. В 1959 году построил схему структуры лучей солнечной короны по фотоснимкам 1936 года.
Наиболее существенный вклад В. А. Бронштэна относится к метеорной астрономии — даже по неполным подсчётам по данной тематике им опубликовано свыше полутора сотен статей. В этой области автор проявил себя и как наблюдатель, и как теоретик. Провёл детальные наблюдения метеорных дождей Драконид в 1946 году и Леонид в 1966 году. С первой половины 1960-х годов интенсивно работал над теорией метеорного процесса: им рассмотрены задачи свечения, торможения и потери массы метеорным телом при движении в атмосфере. Применил в физике метеорных явлений принципы газовой динамики. Работы включают в себя расчёты кинетики ионизации и изменения ионной и электронной температур за фронтом сильных ударных волн в воздухе, порождаемых крупным метеорным телом (выполнены совместно с А. Н. Чигориным), а также коэффициентов сопротивления и теплопередачи для различных интервалов скоростей, масс и плотности. Выдвинул гипотезу о радиоизлучении электрофонных болидов.
В. А. Бронштэн занимался исследованиями Тунгусского метеорита: выполнил оценки массы и расчёты траектории, рассматривал аномальное свечение неба, как результат вторичного рассеяния солнечного света, анализировал природу конечной вспышки этого тела. Издал книгу «Тунгусский метеорит. История исследования». Последнее публичное выступление на данную тему состоялось в июне 2003 на конференции, посвящённой 95-летию проблемы Тунгусского метеорита.
Выступил в качестве редактора и составителя большого числа статей, сборников и монографий. Основной печатный орган Астрономического общества «Бюллетень ВАГО» своим долгим существованием (издано 37 выпусков) во многом обязан энергии и трудолюбию ответственного секретаря В. А. Бронштэна. И после преобразования в 1966 году Академией наук СССР бюллетеня в журнал «Астрономический вестник» деятельным членом его редколлегии он оставался до самых последних лет. Одновременно входил в состав редколлегии журнала «Земля и Вселенная».
На протяжении многих лет был непременным членом Комиссии по кометам и метеорам Астросовета, а также Комитета по метеоритам АН СССР.
В. А. Бронштэн являлся выдающимся организатором любительской астрономии в СССР, написавшим десяток научно-популярных книг, ряд инструкций по наблюдениям и множество журнальных статей. Эти заслуги автора признаны и в дальнем зарубежье — он был почётным членом Американского общества любителей астрономии.

## Признание
- В честь В. А. Бронштэна назван астероид 7002 Bronshten, открытый в 1971 году Н. С. Черных (2000)